# Teplycký rajón
Teplycký rajón (ukrajinsky Теплицький район) byl rajón ve Vinnycké oblasti na Ukrajině. Hlavním městem byl Teplyk a rajón měl přibližně 28 tisíc obyvatel. 

## Sídla v rajónu
- Teplyk